# Комодоро-Ривадавия
Комодо́ро-Ривада́вия (исп. Comodoro Rivadavia) — город в провинции Чубут на юге Аргентины, в центре Патагонии. Расположен на побережье Атлантического океана. Город часто называют просто Комодоро.

## История
Город был назван в честь морского министра Мартина Ривадавия, который в свою очередь был инициатором развития юга Аргентины. Комодоро начал расти и процветать после 1907 года, когда при бурении скважины в поисках воды экипаж нашёл большие запасы нефти на глубине 539 м. В начале-середине 20 века сюда переселилось много выходцев из Уэльса, ЮАР, Литвы, Хорватии. В последние 20 лет рост населения произошёл за счёт переселенцев из столичного региона, а также иммигрантов из Боливии и Парагвая.

## Население
Население города — 146 тыс. чел. (2008).Город быстро растёт и в 2016 году его население превысило 200 тыс.чел.

## Экономика
Комодоро-Ривадавия является крупным коммерческим и транспортным центром, крупнейшим городом в провинции Чубут, а также важным пунктом для экспорта нефти во все районы Аргентины. 1770 км трубопровода передаёт природный газ из Комодоро-Ривадавия в Буэнос-Айрес.
Международный аэропорт имени генерала Энрике Москони в 8 км от города. Центр района полетной информации.

## Климат
Климат города умеренный засушливый. Преобладает западный ветер со средней скоростью 42 км/ч (город находится в зоне ревущих сороковых). Осадков немного, особенно летом (декабрь-февраль). Среднегодовая температура составляет 13,1 °C.
| Показатель                    | Янв. | Фев. | Март | Апр. | Май | Июнь | Июль | Авг. | Сен. | Окт. | Нояб. | Дек. | Год |
| ----------------------------- | ---- | ---- | ---- | ---- | --- | ---- | ---- | ---- | ---- | ---- | ----- | ---- | --- |
| Средний суточный максимум, °C | 24   | 23   | 21   | 17   | 13  | 10   | 10   | 12   | 14   | 17   | 20    | 22   | 17  |
| Средний суточный минимум, °C  | 14   | 13   | 11   | 8    | 6   | 3    | 3    | 4    | 5    | 8    | 10    | 12   | 8   |
| Норма осадков, мм             | 10   | 10   | 20   | 20   | 30  | 20   | 20   | 20   | 10   | 10   | 10    | 10   | 210 |
| Источник: Weatherbase.com     |      |      |      |      |     |      |      |      |      |      |       |      |     |